# San José el Quequestle
San José el Quequestle es una comunidad en el municipio de Santa María Colotepec en el estado de Oaxaca. San José el Quequestle está a 65 metros de altitud. 

## Geografía
Está ubicada a 15° 32' 37.68" latitud norte y 96° 34' 28.56" longitud oeste.

## Población
Según el censo de población de INEGI del 2010: la comunidad cuenta con una población total de 305 habitantes, de los cuales 159 son mujeres y 146 son hombres. Del total de la población 24 personas hablan alguna lengua indígena.

## Ocupación
El total de la población económicamente activa es de 95 habitantes, de los cuales 85 son hombres y 10 son mujeres.